# プット・イット・ゼア
プット・イット・ゼア(Put It There)は、1990年にポール・マッカートニーが発表した楽曲、及び同曲を収録したシングル。

## 解説
アルバム『フラワーズ・イン・ザ・ダート』からのシングル・カット。ライブ・バージョンが『ポール・マッカートニー・ライブ!!』に収録されている。
オーケストレーションは、ポールとジョージ・マーティンによる。
カップリング曲「ママズ・リトル・ガール」と「セイム・タイム・ネクスト・イヤー」はウイングスの未発表曲。これら2曲は、クリス・トーマスによってリミックスされている。

## 収録曲
1. プット・イズ・ゼア - Put It There
2. ママズ・リトル・ガール - Mama's Little Girl (ウイングス)
3. セイム・タイム・ネクスト・イヤー - Same Time Next Year　(ウイングス)